# 小橋川飛鳥
小橋川 飛鳥（こはしかわ あすか、2000年1月18日 - ）は、日本の俳優、スーツアクター。本名同じ。
沖縄県出身。

## 略歴
小学校の頃、ジャッキー・チェンに憧れて少林寺拳法を習い始める。

チャリティイベントや祭りなど様々なイベントにて少林寺拳法を演舞。

中学２年生の頃、NEXT HEROS（現ネクストヒーローズ沖縄）に加入し、中学卒業後、琉神マブヤーチームに加入し、オニヒトデービル役として初のレギュラー出演を果たす。

『闘牛戦士ワイドー2』・『安全+第一 大知マン』と映像作品でのスーツアクターを務めており、ネクストヒーローズキッズアクションスクールでは講師としても活躍。

スーツアクターからアクションスクール講師まで多岐にわたる活動をしている。

そして2022年放送予定の『オキナワンヒーローズ』では主要キャラのアラタ役として抜擢。

2024年12月31日をもってネクストヒーローズ沖縄を退社し、翌2025年1月5日に自身のツイキャスにて今後は動画編集の道へ進むことを語っている。

## 出演

### テレビドラマ
- 琉神マブヤー5（2015年10月4日 - 12月26日、琉球放送） - アクションサポート
- 琉球歴史ドラマ（RBC琉球放送）
  - 「尚巴志」（2017年3月15日−3月29日） - 農民、村人 役
  - 「阿麻和利」（2024年2月7日−2月21日） - ヒョウカク 役[3]
- 琉神マブヤーARISE（2017年10月7日 - 12月30日、琉球放送） - オニヒトデービル 役
- 闘牛戦士ワイドー2（2019年7月6日 - 10月5日、琉球放送） - レッキ王スーツアクター
- 安全+第一 大知マンシリーズ（沖縄テレビ） - 役者吹き替えスタント[注 1]
  - 安全+第一 大知マン（2020年1月25日-3月28日） - 暦本貞治 役（第10話）
  - 安全+第一 大知マン2（2021年10月23日-12月25日） - 暦本貞治 役（第2話、第9話、第10話）
  - 安全+第一 大知マン3（2024年1月13日-3月30日） - 難波通 役
- オキナワンヒーローズ（2022年4月27日 - 6月29日、沖縄テレビ） - アラタ 役（他、スーツアクター）
- 続・疫（えやみ）～侵蝕～ （2024年、沖縄テレビ） - 劇団員 役、南波通 役

### 配信ドラマ
- ゲート・オン・ザ・ホライズン～GOTH～（2025年4月18日- 、FOD）

### 映画
- 木の上の軍隊（2025年） - 山下の部下 役

### CM、その他
- 沖縄ファミリーマートCM
- かふうTV　こんな家に住みたい「株式会社大知建設」（2021年3月20日 琉球放送）[4] - 熱怪人 役
- 株式会社サンシャインCM（2021年）[5]

- FM's "take it easy"（2024年6月25日 FMコザ）[6]